# Gruppo di NGC 736
Il Gruppo di NGC 736 comprende almeno quattro galassie situate nella costellazione del Triangolo. La distanza media tra il centro di massa di questo gruppo e la nostra Via Lattea è di circa 202 milioni di anni luce (61,9 Mpc).

## Membri
Le tre galassie componenti il gruppo, indicate nell'articolo di Garcia del 1993 sono: NGC 736, NGC 740 e UGC 1422. È ritenuto molto probabile che anche NGC 738 appartenga a questo gruppo, in quanto essa si trova nella stessa regione di cielo e a una distanza molto simile rispetto alla nostra Via Lattea.
| Nome     | Classificazione | Tipo            | RA (J2000.0)  | DEC (J2000.0) | Velocità radiale (km/s) | Magnitudine apparente | Distanza (Mpc) | Dimensioni (kal) |
| -------- | --------------- | --------------- | ------------- | ------------- | ----------------------- | --------------------- | -------------- | ---------------- |
| NGC 736  | E+              | Ellittica       | 01h 56m 40.9s | 33° 02′ 37″   | 4356 ± 27               | 12,1                  | 59,1 ± 4,2     | 99               |
| NGC 740  | SBb?            | Spirale barrata | 01h 56m 54.9s | 33° 00′ 56″   | 4609 ± 6                | 14,0                  | 64,1 ± 4,5     | 104              |
| UGC 1422 | S?              | Spirale         | 01h 57m 06.8s | 32° 47′ 19″   | 4583 ± 6                | 13,57                 | 63,8 ± 4,5     | 81               |
| NGC 738  | SO              | Lenticolare     | 01h 56m 45.7s | 33° 03′ 30″   | 4379 ± 28               | 14,9                  | 60,8 ± 4,3     | ?                |

Il sito DeepskyLog permette di trovare agevolmente le costellazioni in cui si trovano le galassie; in alternativa si possono utilizzare le coordinate delle galassie per individuarle. Se non altrimenti indicato, le coordinate sono quelle fornite dal sito NASA/IPAC (National Aeronautics and Space Administration / Infrared Processing and Analysis Center).